# Lokva u Prljevićima
Lokva u Prljevićima este o arie protejată (sit de importanță comunitară — SCI) din Croația întinsă pe o suprafață de 0,08 ha, integral pe uscat.

## Localizare
Centrul sitului Lokva u Prljevićima este situat la coordonatele 42°45′25″N 17°54′00″E / 42.757°N 17.9°E.

## Înființare
Situl Lokva u Prljevićima a fost declarat sit de importanță comunitară în iulie 2013 pentru a proteja 1 specie de animale.

## Biodiversitate
Situată în ecoregiunea mediteraneană, aria protejată nu include niciun habitat protejat.
La baza desemnării sitului se află o specie protejată de  reptile: Mauremys rivulata.